# Joël Casséus
Pour les articles homonymes, voir Casseus.
Joël Casséus, né à Bruxelles le 9 juin 1979, est un écrivain québécois.

## Romans
- Mathieu Blais et Joël Casséus, ZIPPO – Il était une fois dans l'œuf, 2010, Montréal: Éditions Leméac  (ISBN 978-2-7609-3324-8), Paris: Kyklos éditions  (ISBN 978-2918406-24-2)
- Mathieu Blais et Joël Casséus, ZIPPO – Once Upon a Time in the Egg, [Kathryn Gabinet-Kroo, trad.], 2013, Toronto: Exile Editions  (ISBN 978-1-5509-6312-0)
- Mathieu Blais et Joël Casséus, L'esprit du temps – Il était une fois dans l'œuf, 2013, Montréal: Éditions Leméac  (ISBN 978-2760933651)
- Joël Casséus, Le roi des rats, 2015, Montréal: Éditions Leméac  (ISBN 978-2-7609-4701-6)
- Joël Casséus, Un monde nouveau, 2016, Montréal: Éditions Leméac  (ISBN 978-2-76094731-3)
- Joël Casséus, Crépuscules, 2018, Éditions Le Tripode (9782370551566)

## Honneurs
- 2014 - Finalistes au Prix Jacques-Brossard de la science-fiction et du fantastique, L'esprit du temps – Il était une fois dans l'œuf.